# Hail the New Dawn
Hail the New Dawn è il secondo album del gruppo white power rock inglese Skrewdriver, pubblicato nel novembre 1984.
I versi della title track Hail the New Dawn sono una versione leggermente modificata dell'inno del partito dell'Unione Britannica dei Fascisti. È stato il primo album degli Skrewdriver caratterizzato dai temi nazionalisti bianchi contenuti nei testi.
La cantante svedese Saga ha fatto una cover della title track Hail the New Dawn, come molte altre canzoni degli Skrewdriver.

## Tracce
Testi e musiche di Stuart, tranne ove indicato.
Lato A
1. Hail the New Dawn – 3:18
2. Our Pride Is Our Loyalty – 2:12
3. Before the Night Falls – 2:55
4. Justice – 2:02 (Crane, Stuart)
5. Race and Nation – 2:00 (Morgan, Stuart)
6. Flying the Flag – 2:11
7. If There's a Riot – 1:45

Lato B
1. Tomorrow Belongs to Me – 2:56
2. Europe Awake – 2:23
3. Soldier of Freedom – 2:20
4. Skrew You – 2:21
5. Pennies from Heaven – 2:05
6. Power from Profit – 3:33
7. Free My Land – 5:22

Tracce bonus ristampa CD 1990
1. Don't Let Them Pull You Down – 2:37
2. Tearing Down the Wall – 2:10

## Formazione
- Ian Stuart - voce
- Adam Douglas - chitarra
- Murray Holmes - basso
- Mark Sutherland - batteria